# Cmentarz żydowski w Braniewie
Cmentarz żydowski w Braniewie – kirkut w Braniewie założony przez społeczność żydowską ok. 1835 roku. Położony był w pobliżu miejsca straceń auf dem kahlen Berg i dworca kolejowego przy Bahnhofstraße 50 (obecnie ul. Kościuszki, naprzeciw urzędu miasta). Cmentarz zajmował powierzchnię około 0,2 ha. Został on sprofanowany przez nazistów podczas nocy kryształowej (9/10 listopada 1938). Przez lata stopniowo popadał w ruinę. W 1948, na posiedzeniach Powiatowej Rady Natodowej w Braniewie trzykrotnie – 16 czerwca, 14 lipca i 2 sierpnia – zgłaszano wnioski w sprawie ochrony i uporządkowania tego cmentarza, a więc cmentarz wówczas  jeszcze istniał, w późniejszym czasie został jednak zlikwidowany.
Obecnie na jego terenie mieszczą się garaże i podwórze. Ocalał jedynie się fragment ogrodzenia, na którym umieszczono w 2018 tablicę przypominającą o jego tu niegdyś istnieniu (tablica upamiętnia także Jacoba Jacobsona), a także nieliczne zachowane nagrobki z inskrypcjami w języku hebrajskim i niemieckim. Ocalały z cmentarza cały nagrobek oraz fragmenty dwóch innych zostały w 2021 roku umieszczone w lapidarium utworzonym na byłym cmentarzu św. Jana.
12 września 2017 cmentarz został wpisany do wojewódzkiej ewidencji zabytków pod numerem Z-65/2017.

## Galeria zdjęć

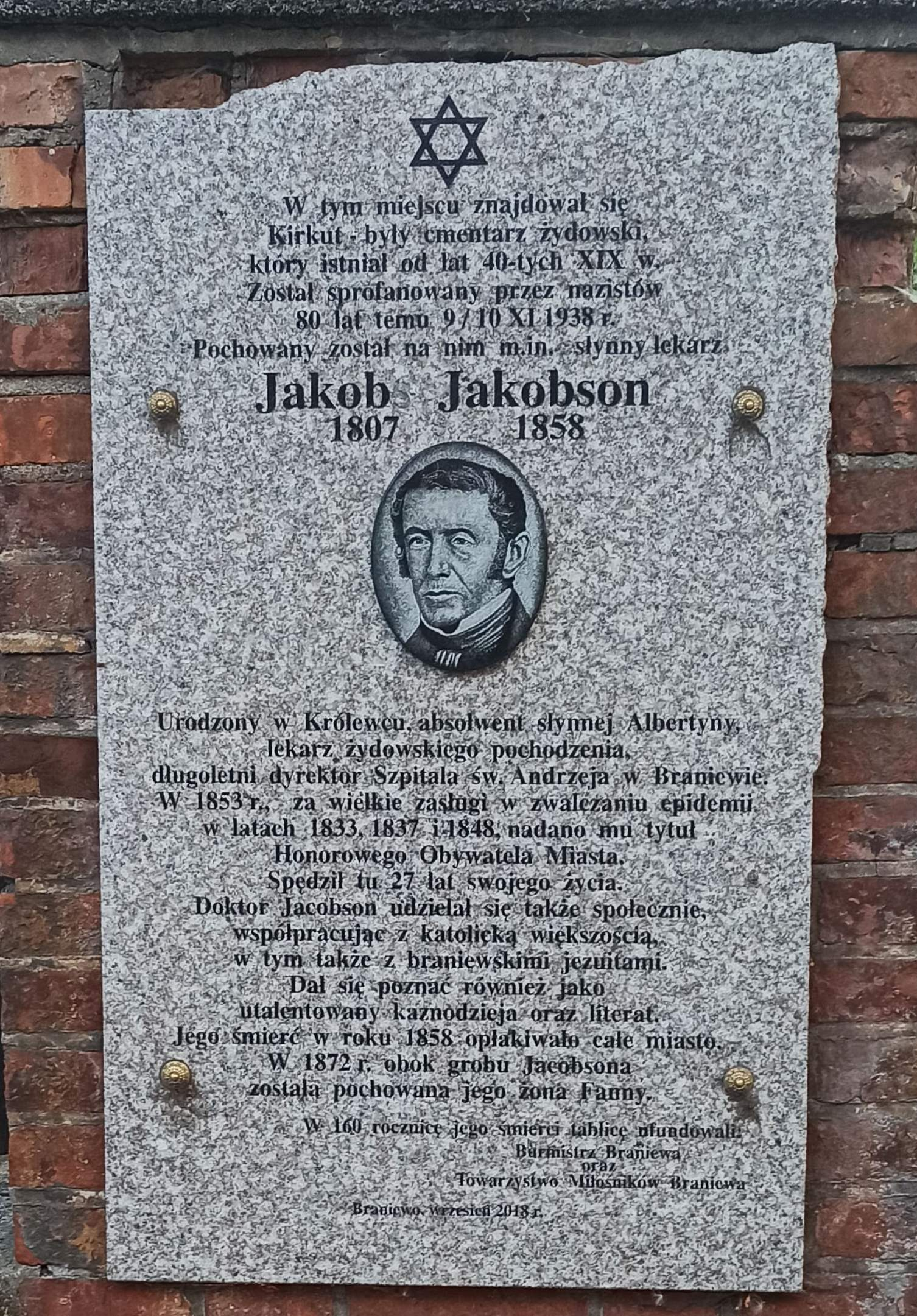
Tablica odsłonięta 21 września 2018
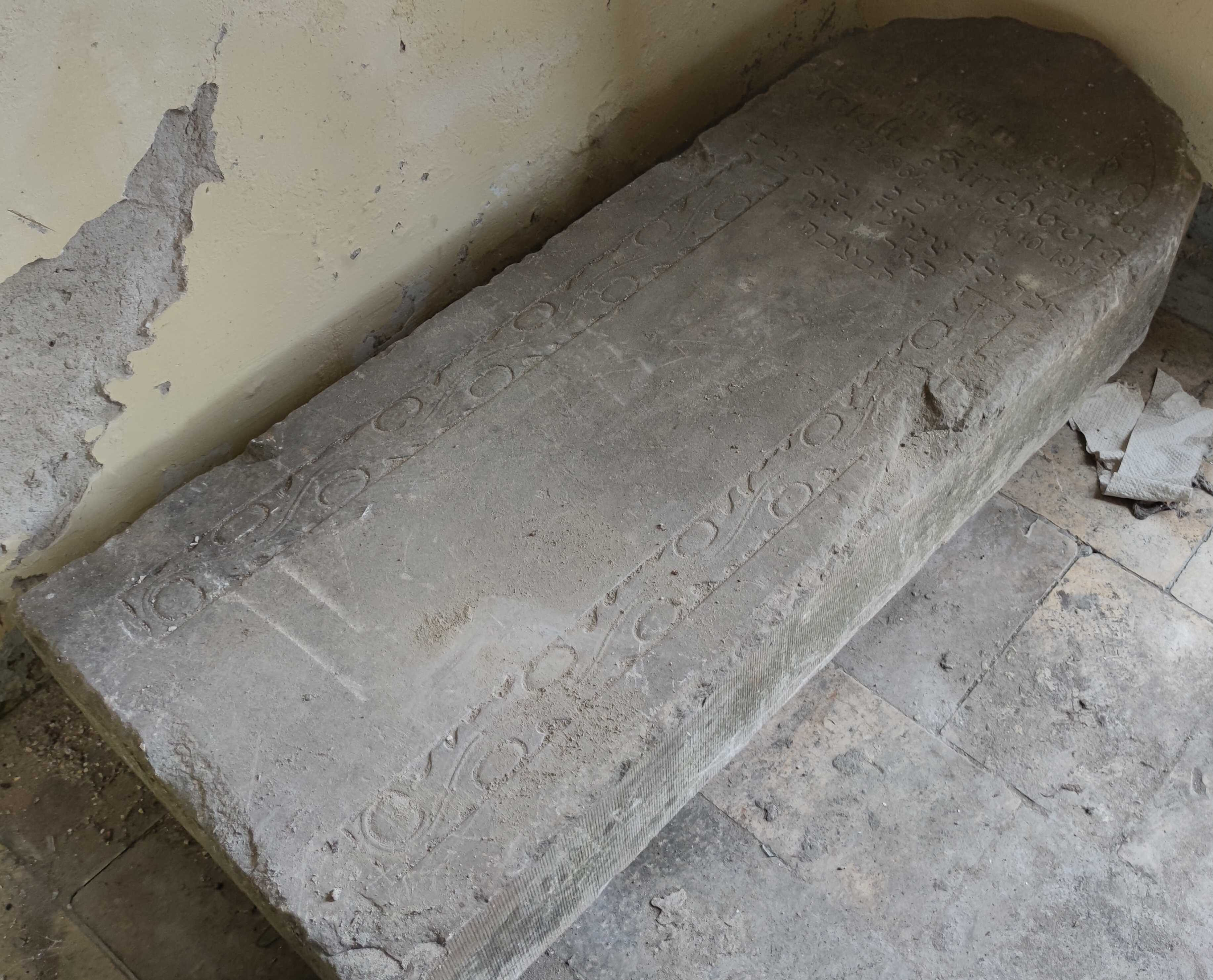
Jedyny zachowany w całości nagrobek z inskrypcją w języku niemieckim i hebrajskim
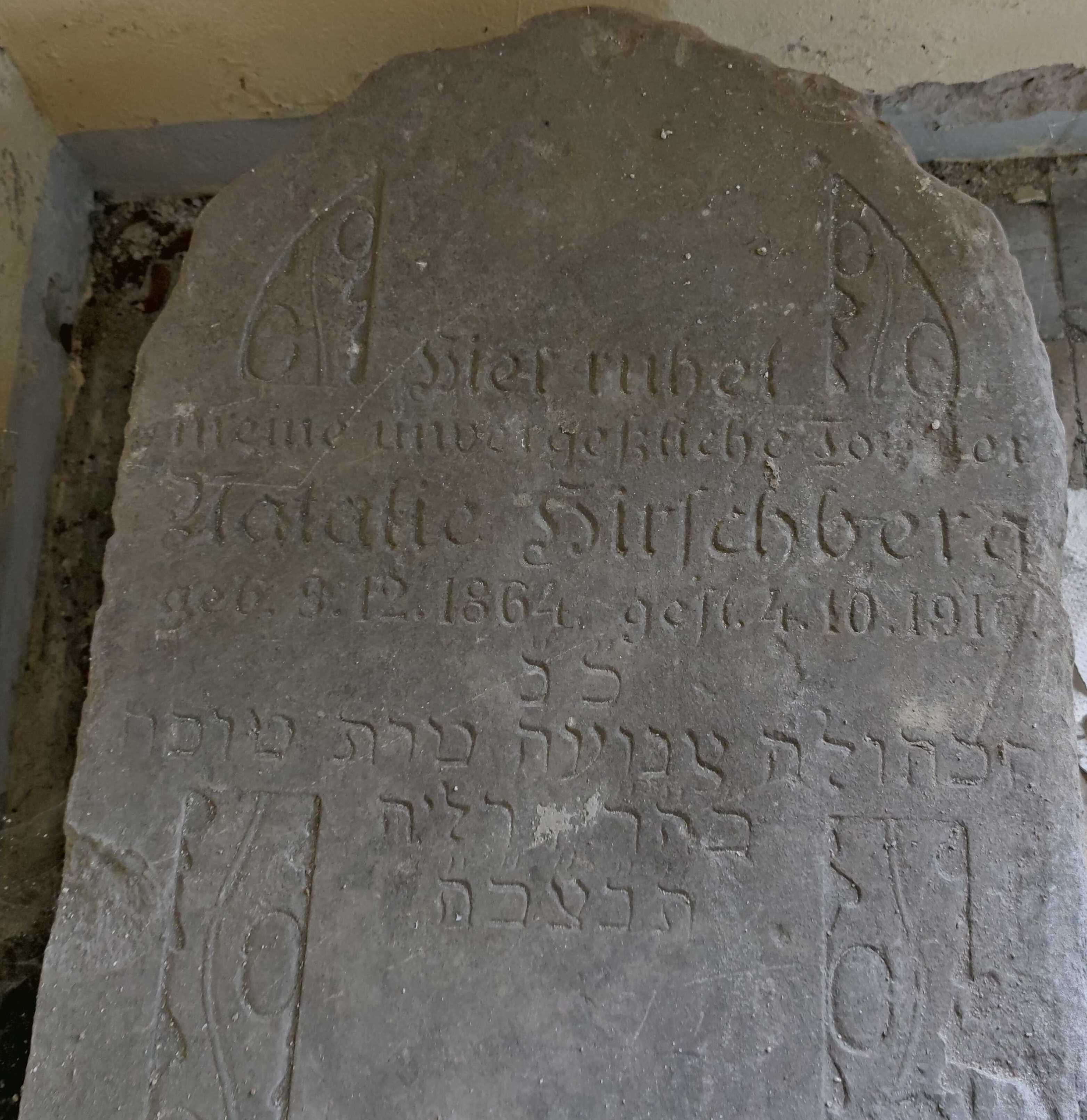
Inskrypcja: hier ruhet meine unvergeßliche Tochter Natalie Hirschberg
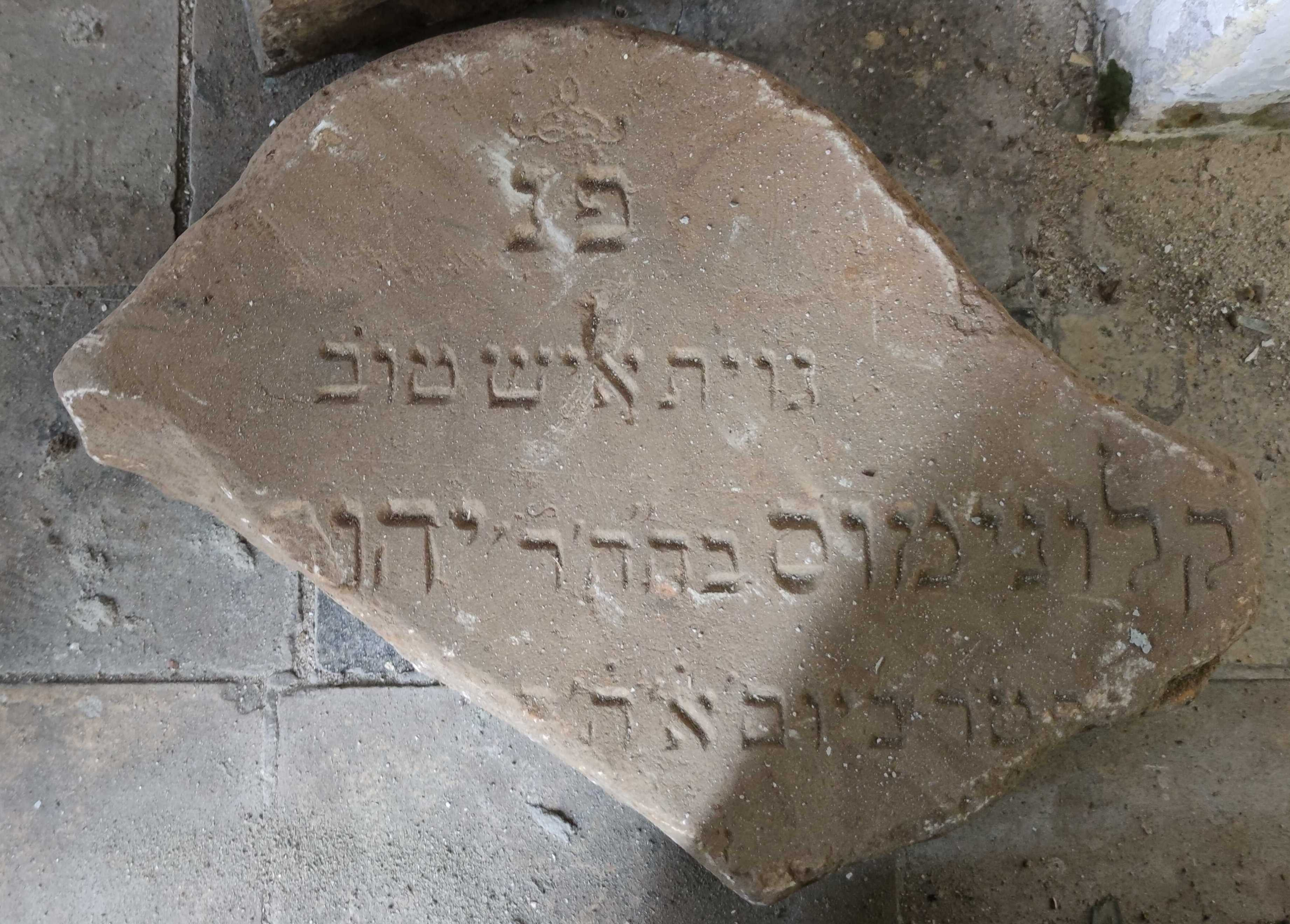
Fragment innego nagrobka
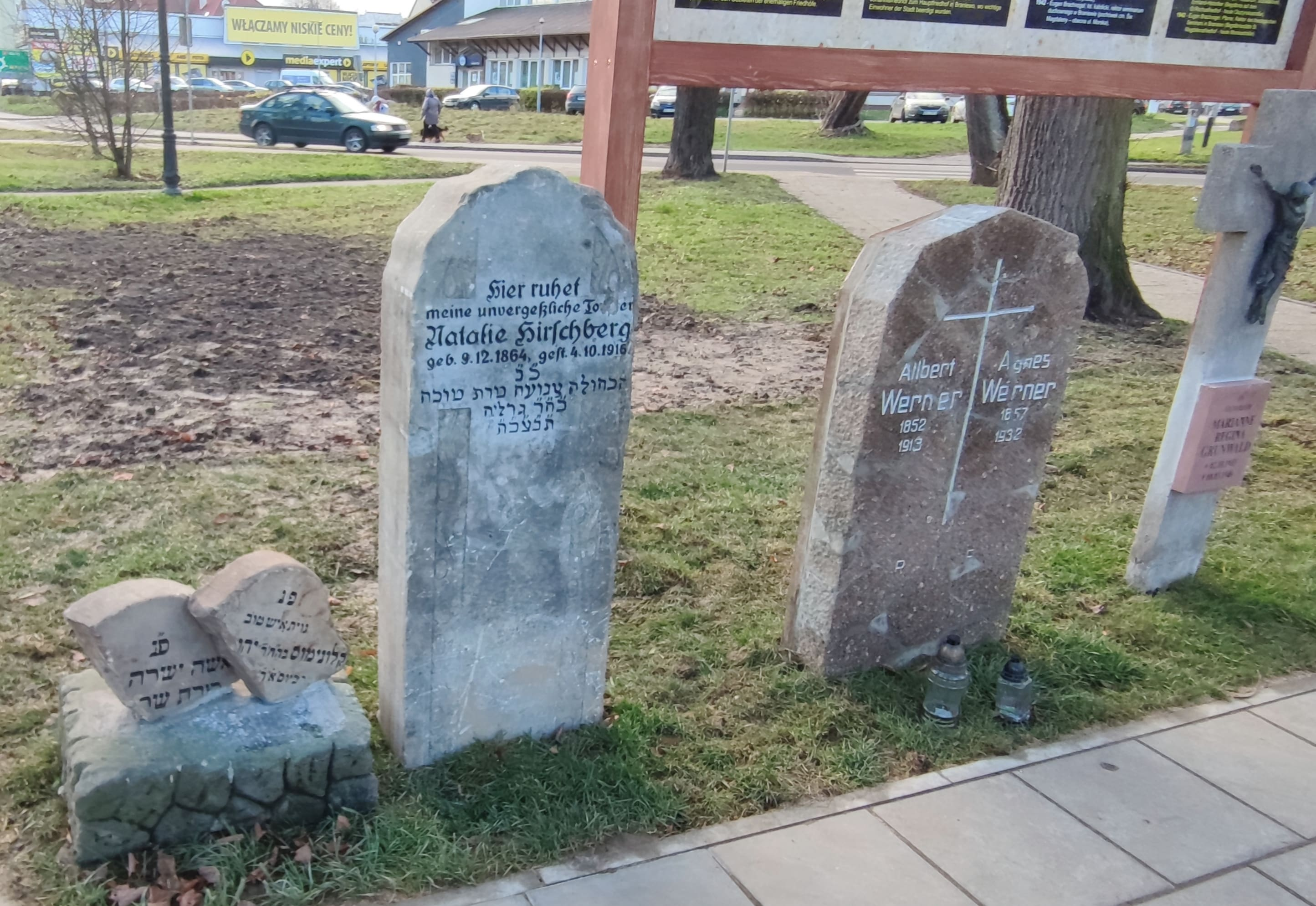
Przeniesione nagrobki żydowskie do lapidarium na cmentarzu św. Jana (po lewej)